# 耶律玦
耶律玦（?—?），字吾展，辽国政治人物，契丹人，遙輦氏鲜质可汗後裔。
重熙初年，辽兴宗召他修撰国史，任命为符宝郎，累進知北院副部署事。入见欽哀太后萧耨斤，被任命为枢密副使，历任西南面招討都监、同簽南京留守事、南面林牙。皇弟秦国王耶律阿琏为遼興軍節度使，耶律玦为同知遼興軍節度使事，辅佐耶律重元。清宁十年（1064年），再为枢密副使。咸雍初年，兼北院副部署。耶律阿琏为西京留守，耶律玦继续辅佐他。後召還为孟父房敞稳。耶律玦不喜欢钱财，辽道宗知到他清貧，賜给他宮户。道宗对宰相说：「契丹人忠正者没有人赶得上耶律玦，漢人忠正者没有人赶得上劉伸。相比而言，耶律玦胜于刘伸」。西北諸部就不能平，道宗派遣耶律玦肃正綱紀。耶律玦最后因为酒病而卒。

## 延伸阅读
[在维基数据编辑]
 《遼史·卷91》，出自脱脱《遼史》